# Kanton Châtillon-sur-Indre
Kanton Châtillon-sur-Indre (francouzsky Canton de Châtillon-sur-Indre) je francouzský kanton v departementu Indre v regionu Centre-Val de Loire. Tvoří ho 10 obcí.

## Obce kantonu
- Arpheuilles
- Châtillon-sur-Indre
- Cléré-du-Bois
- Clion
- Fléré-la-Rivière
- Murs
- Palluau-sur-Indre
- Saint-Cyran-du-Jambot
- Saint-Médard
- Le Tranger